# Villeherviers
Villeherviers ist eine französische Gemeinde mit 412 Einwohnern (Stand: 1. Januar 2022) im Département Loir-et-Cher der Region Centre-Val de Loire. Sie gehört zum Arrondissement Romorantin-Lanthenay und zum Kanton Romorantin-Lanthenay. 

## Geographie
Die Gemeinde Villeherviers liegt etwa 24 Kilometer nordwestlich von Vierzon und etwa vier Kilometer östlich des Stadtzentrums von Romorantin-Lanthenay in der Seenlandschaft der Sologne am Sauldre, in den hier der Rère mündet. Nachbargemeinden von Villeherviers sind Millançay im Norden, Loreux im Norden und Nordosten, Selles-Saint-Denis im Osten, Langon-sur-Cher im Süden, Villefranche-sur-Cher im Südwesten sowie Romorantin-Lanthenay im Westen.

## Bevölkerungsentwicklung
| Jahr                       | 1962 | 1968 | 1975 | 1982 | 1990 | 1999 | 2006 | 2015 | 2022 |
| -------------------------- | ---- | ---- | ---- | ---- | ---- | ---- | ---- | ---- | ---- |
| Einwohner                  | 416  | 406  | 359  | 342  | 533  | 498  | 481  | 477  | 412  |
| Quellen: Cassini und INSEE |      |      |      |      |      |      |      |      |      |

## Sehenswürdigkeiten
- Kirche Saint-Euverte aus dem 13./14. Jahrhundert, Monument historique
- Schloss Trécy
- Schloss Le Portail
- Schloss Les Roches
- Schloss Petite Ville

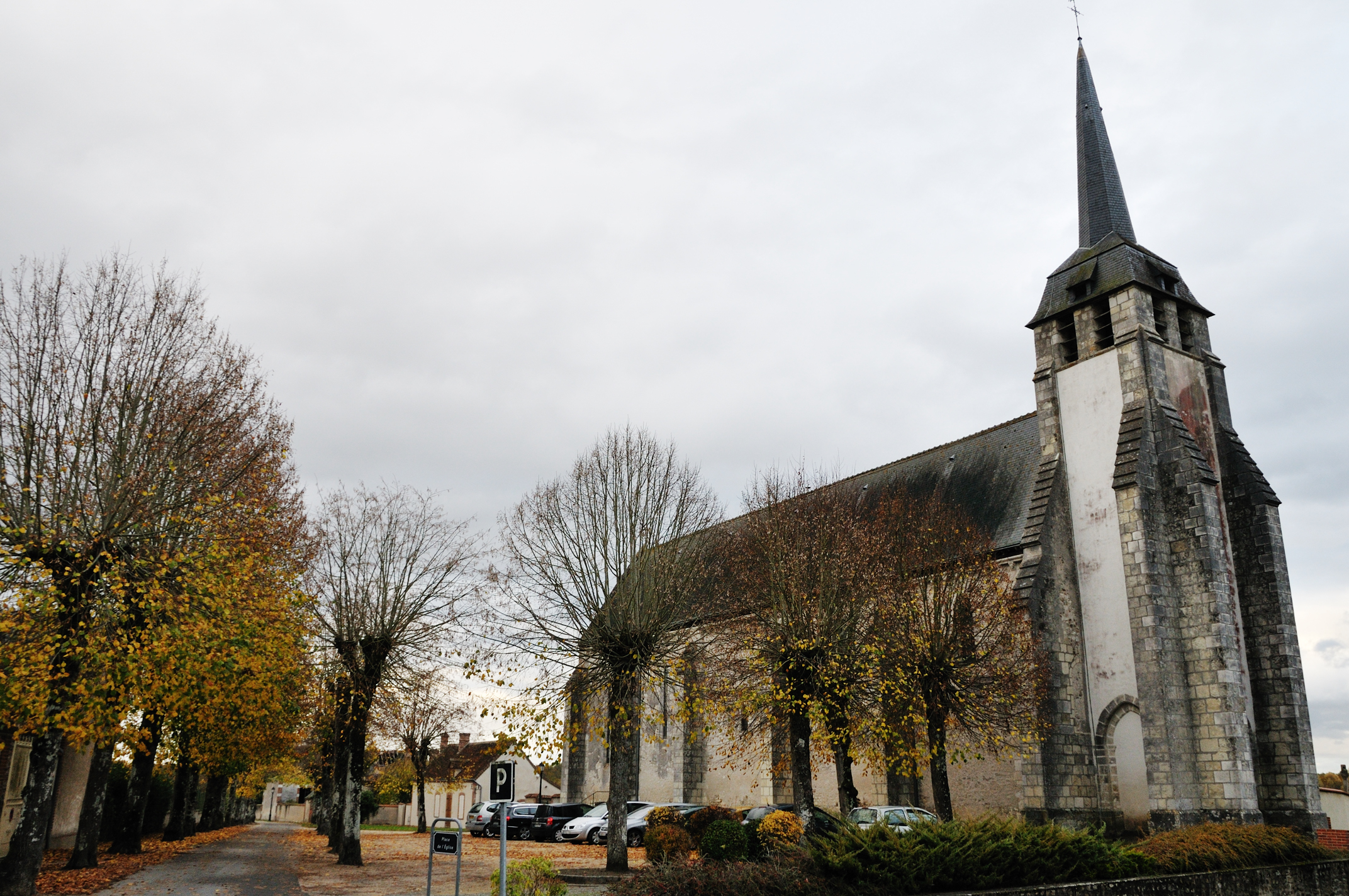
Kirche Saint-Euverte
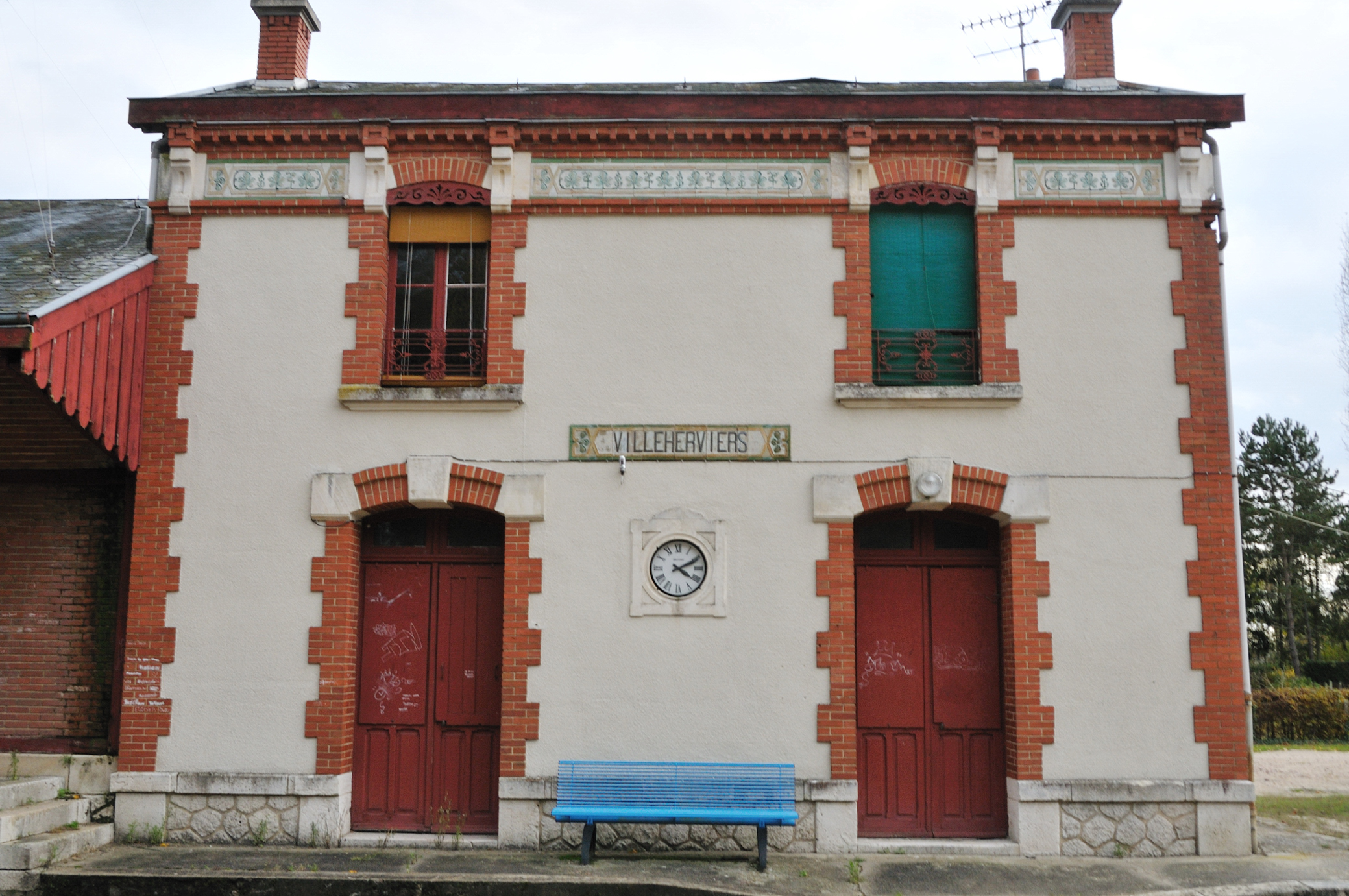
Bahnhof
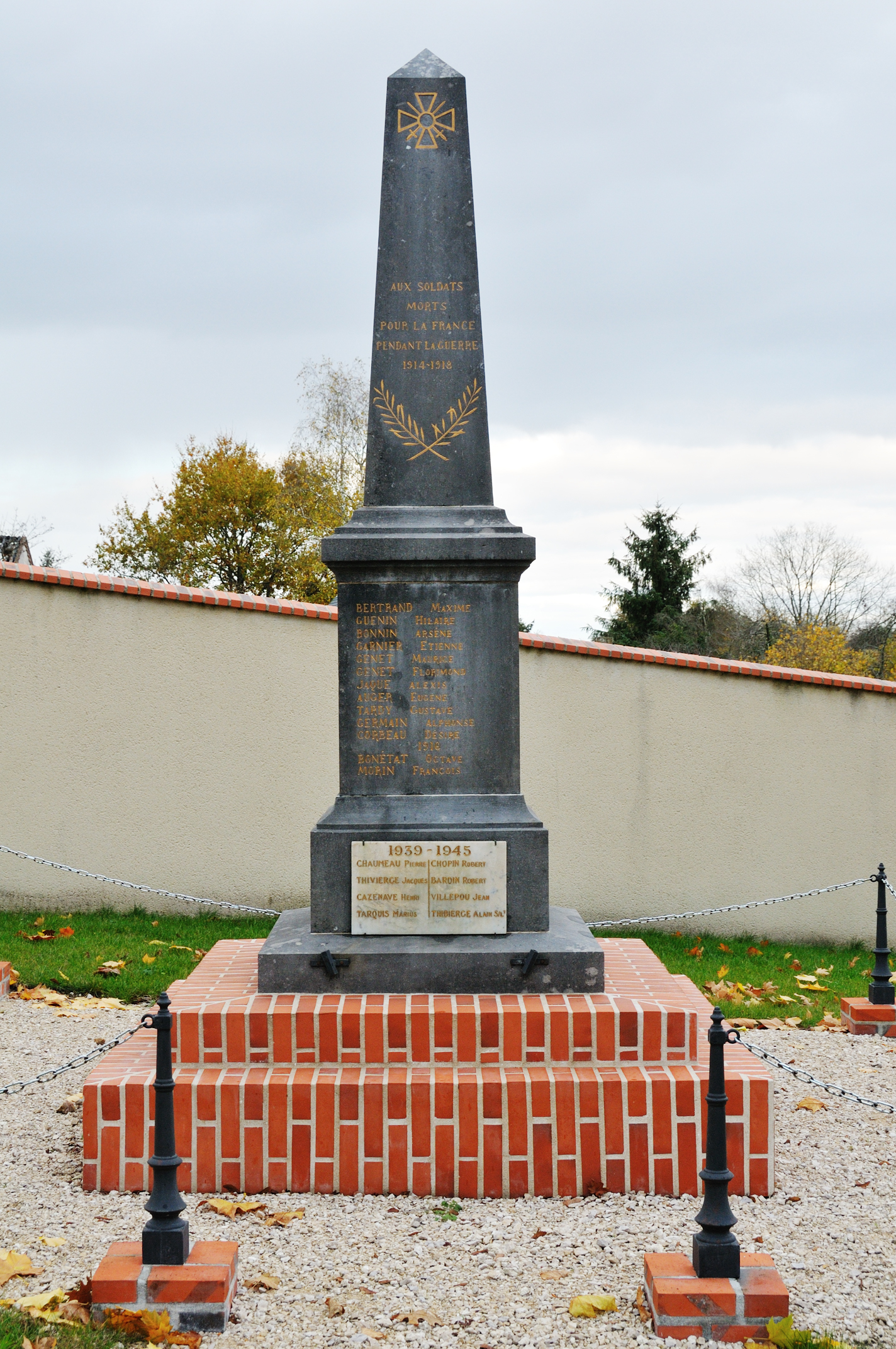
Gefallenendenkmal